# チアーパック
チアーパック（英：CHEER PACK）は、株式会社細川洋行が製造販売するスパウト付きパウチの商品名で、同社の登録商標（商標登録第2061859号他）である。
1995年、プラスチックを用いた先進的なパッケージ製品の開発や用途の改善、製造技術の開発等を表彰して贈られるデュポン賞 ダイヤモンド賞を、デュポンから受賞している。